# Splavovací nádrž

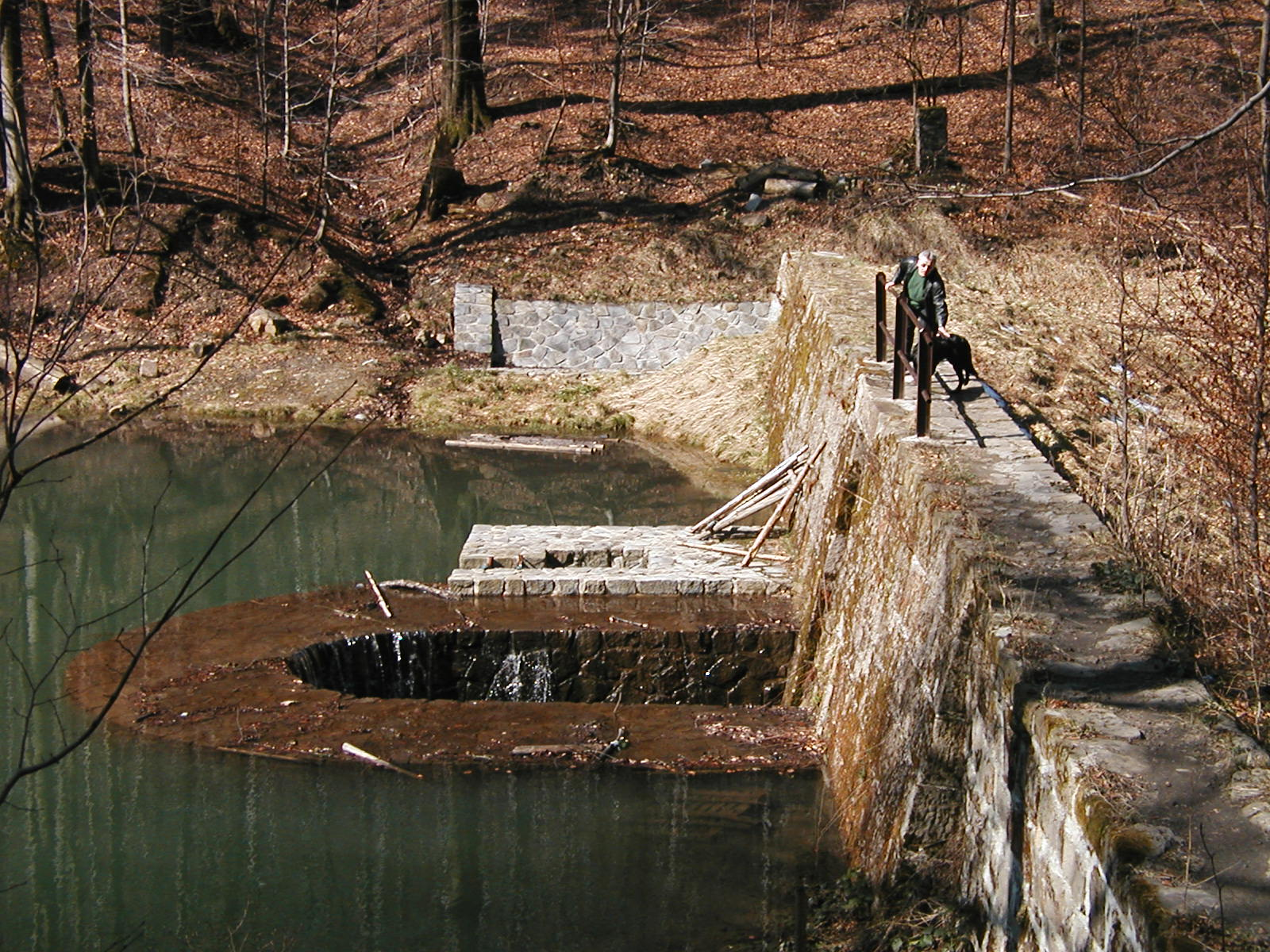
Rekonstruovaná klauza v Rajnochovicích na Rosošném potoce

Splavovací nádrž (též klauza či klauzura, na moravsko-slezském pomezí též klauz) je údolní přehrada, sroubená ze dřeva, s výplní kamene a hlíny. Hráz bývá někdy sypaná a jen propustě, kterými se voda vypouští, jsou sroubeny z hrubých klád, utěsněných na návodní straně. Uprostřed hráze jsou dvě výpustná stavidla. Celá hráz bývá chráněna proti vlivům počasí šindelovou střechou, která dodává stavbám impozantního zjevu. Vypuštěním nádrže se zvedne hladina vody na toku pod nádrží tak, aby bylo možno plavit dřevo na vorech (pltích) i za nízkého stavu vody, neboť normální výška hladiny zpravidla v letních měsících nestačí k plavení vorů.

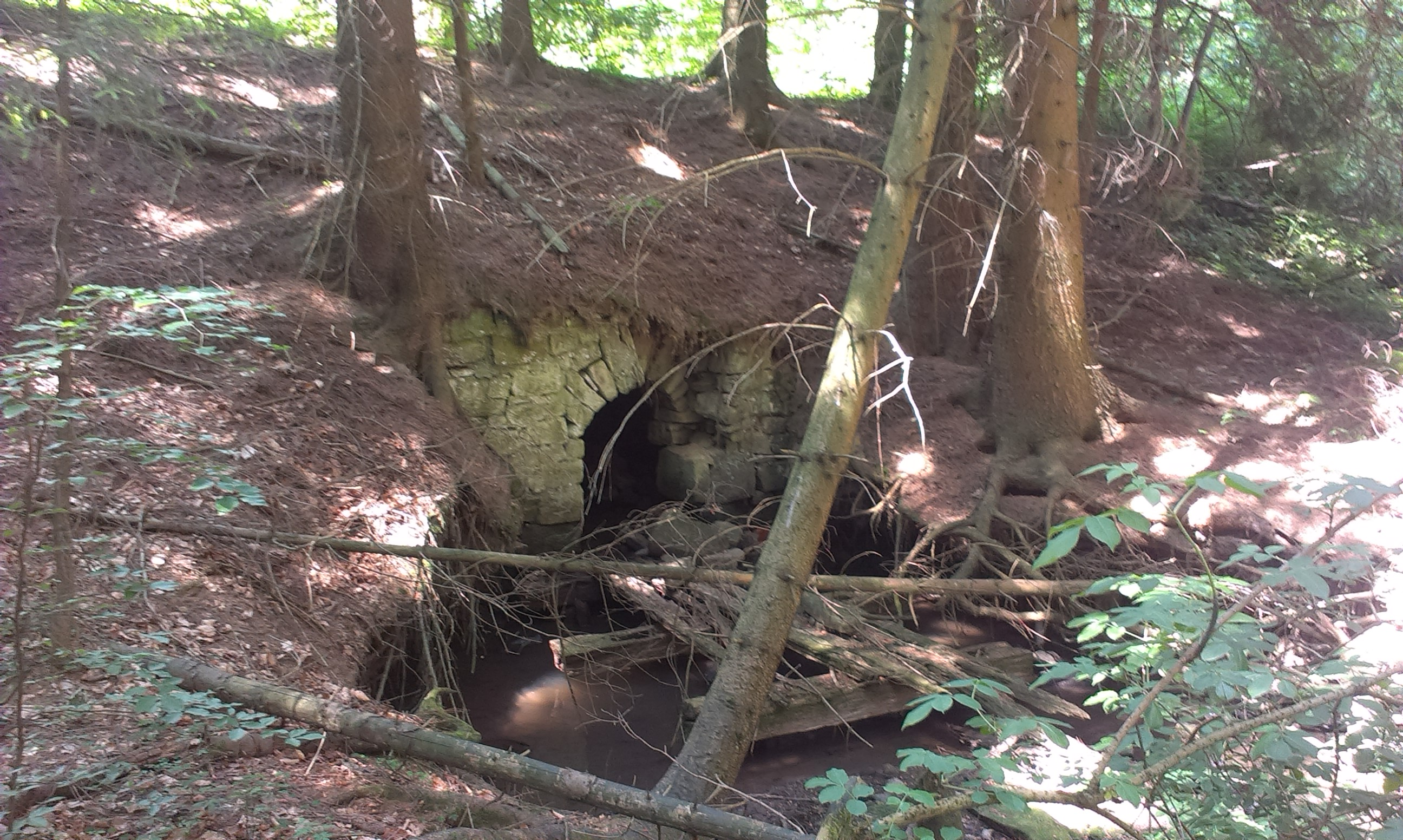
Klauza na říčce Juhyni

## Výskyt

### Česko
- Na Šumavě se některé klauzy nazývají jezírka: Boubínské jezírko, Jelení jezírko a Žďárecké jezírko. Na horním toku Modravského a Roklanského potoka bylo vybudováno osm umělých vodních nádrží zvaných klauzy či švele, čímž vznikl velice výkonný plavební systém umožňující podle potřeby vypouštět vodu a vzniklá přílivová vlna tak napomáhala dopravit polenové dříví do plavebního kanálu: Luzenská (21 000 m³), Rokytecká (18 000 m³), Javoří (16 000 m³), Novohuťská (15 000 m³), Roklanská (14 000 m³), Studená (3000 m³), Černohorská (2200 m³), Ptačí (1000 m³).
- V Novohradských horách (Huťský rybník, Kapelníkův rybník, Jiřická nádrž, Zlatá Ktiš) se nazývají klausy.
- V Krkonoších byla plavební zařízení budována nákladem královské komory a kutnohorského úřadu. Na tocích vznikala hrabla (rechle) k zachycování plaveného dříví a přehrady (klauzy či klauzury) k regulaci množství vody v řece. První klauzy zde byly vystavěny v roce 1567, rok poté, co těžaři dorazili do Krkonoš. Na mapě Krkonoš od Simona Hüttela jsou klauzy zakresleny na řekách Malé Úpě, na Velké Úpě v Obřím dole, na Lysečinském potoce pod vsí Lysečina a v Janských Lázních (Klausový důl). Přehrady byly buď zděné, zemní nebo ze dřeva.
- V Beskydech se několik klauzů na zvyšování stavu vody při plavení dřeva v horských potocích z 19. století nachází na území obce Bílá: Čurabka (na potoce Čurabka, 5200 m³, sypaná hráz dlouhá 40 m a vysoká 8 m), Kociánka (na potoce Lučovec, 5800 m³, sypaná a částečně vyzděná hráz dlouhá 50 m a 15 m vysoká), Bedřichův klauz (vyzděná hráz dlouhá 10 m a vysoká 6 m), Maxova nádrž (na Velké Smradlavé, 15 500 m³, sypaná kamenná hráz vysoká 8 m a dlouhá 30 m). Na Černé Ostravici klauz Černá Ostravice.
- V katastru obce Rajnochovice, vesnice v podhůří Hostýnských vrchů, jsou dvě dochovalé klauzy. Rekonstruovaná klauza na Rosošném potoce a klauza používaná k plavení dříví na říčce Juhyni při silnici na Tesák, která je v Ústředním seznamu kulturních památek České republiky vedena pod číslem 27448/7-6118.

### Německo
- V Černém lese jsou to Menzenschwander Kluse, pod níž se nacházejí zbytky staré hráze a Ibacher Kluse s malou vodní elektrárnou.
- Ve Falckém lese jsou známy pod jménem "woog" a nachází se zde např. Franzosenwoog
- V Bavorsku v zemském okresu Berchtesgadensko to jsou Theresienklause nad soutěskou Almbachklamm u Marktschellenbergu a Kastnerklause na Jochberg v Schneizlreuthu.

### Ukrajina
- Na Podkarpatské Rusi se nazývají klauzury a byly zde vybudovány německými kolonisty v době, kdy tato oblast patřila do habsburské monarchie. Poslední dochovaná klauzura v Siněvirském národním parku byla stržena povodní v roce 1998.

Minimálně jedna zachovalá a pár provalených klauzur je k vidění v údolí Černého a Bílého Čeremoše. Je ovšem jen otázkou času, kdy je nějaká jarní povodeň strhne (2017).